# Рівняння Пікара–Фукса
У математиці рівняння Пікара–Фукса, яке назване на честь Еміля Пікара та Лазаря Фукса, це лінійне звичайне диференціальне рівняння, розв'язки якого описують періоди еліптичних кривих.

## Означення
Нехай
{\displaystyle j={\frac {g_{2}^{3}}{g_{2}^{3}-27g_{3}^{2}}}}
є j-інваріантом з модулярними інваріантами {\displaystyle g_{2}} і {\displaystyle g_{3}} еліптичної кривої, записаної у формі Вейєрштрасса :
{\displaystyle y^{2}=4x^{3}-g_{2}x-g_{3}.\,}
Зауважте, що j -інваріант є ізоморфізмом ріманової поверхні {\displaystyle \mathbb {H} /\Gamma } до сфери Рімана {\displaystyle \mathbb {C} \cup \{\infty \}} ; де {\displaystyle \mathbb {H} } — верхня півплощина і {\displaystyle \Gamma } — модулярна група.
Тоді рівняння Пікара–Фукса має вигляд
{\displaystyle {\frac {d^{2}y}{dj^{2}}}+{\frac {1}{j}}{\frac {dy}{dj}}+{\frac {31j-4}{144j^{2}(1-j)^{2}}}y=0.\,}
Також рівняння може бути записане у самоспряженій формі, без першої похідної:
{\displaystyle {\frac {d^{2}f}{dj^{2}}}+{\frac {1-1968j+2654208j^{2}}{4j^{2}(1-1728j)^{2}}}f=0.\,}

## Розв'язки
Це рівняння можна звести до гіпергеометричного диференціального рівняння. Воно має два лінійно незалежних розв'язки, які називаються періодами еліптичних функцій. Відношення двох періодів дорівнює відношенню півперіодів {\displaystyle \tau }, стандартній координаті на верхній півплощині в теорії еліптичних кривих. Відношення двох розв'язків гіпергеометричного рівняння також відоме в математиці як трикутна функція Шварца.
Рівняння Пікара–Фукса можна привести до форми диференціального рівняння Рімана, і, таким чином, його розв'язки можна безпосередньо записувати через P-функцію Рімана . Справедливою є наступна рівність:
{\displaystyle y(j)=P\left\{{\begin{matrix}0&1&\infty &\;\\{1/6}&{1/4}&0&j\\{-1/6\;}&{3/4}&0&\;\end{matrix}}\right\}\,}

У своєму листі до Борхардта Дедекінд визначає j -функцію її похідною Шварца:
{\displaystyle 2(S\tau )(j)={\frac {1-{\frac {1}{4}}}{(1-j)^{2}}}+{\frac {1-{\frac {1}{9}}}{j^{2}}}+{\frac {1-{\frac {1}{4}}-{\frac {1}{9}}}{j(1-j)}}={\frac {3}{4(1-j)^{2}}}+{\frac {8}{9j^{2}}}+{\frac {23}{36j(1-j)}}}
де {\displaystyle (Sf)(x)} є похідною Шварца від {\displaystyle f} відносно {\displaystyle x}.

## Узагальнення
В алгебраїчній геометрії було показано, що це рівняння є дуже спеціальним випадком загального явища, зв'язності Гаусса–Маніна .